# Crepitazione ossea
In ortopedia, con il termine crepitazione ossea si intende un rumore secco avvertibile attraverso la pressione della zona interessata. Può essere legato alla presenza di una frattura, in grado di provocare la frizione tra cartilagini o frammenti ossei che aderiscono, o di gas sottocutaneo, in genere associato con l'enfisema sottocutaneo o la gangrena gassosa.